# Finale Afrikaans kampioenschap voetbal 2017
De finale van het Afrikaans kampioenschap voetbal 2017 werd gespeeld op 5 februari 2017 in het Stade de l'Amitié in Libreville (Gabon). Kameroen versloeg Egypte met 1–2. Middenvelder Benjamin Moukandjo van Kameroen werd na het duel verkozen tot man van de wedstrijd.

## Finale

### Wedstrijdverloop
Na tweeëntwintig minuten spelen werd de score geopend voor Egypte door Mohamed Elneny, die de bal ontving van Mohamed Salah en met rechts de bal langs doelman Fabrice Ondoa schoot. In de negenenvijftigste minuut kwam Kameroen op gelijke hoogte toen invaller Nicolas N'Koulou een voorzet van Benjamin Moukandjo in het doel kopte achter Essam El-Hadary. Twee minuten voor het einde van de wedstrijd zorgde Kameroen voor de winnende 1–2 toen Vincent Aboubakar een lange bal controleerde met zijn borst en over Ali Gabr wipte alvorens de bal van afstand laag in het doel te schieten.

### Wedstrijddetails
|                           |            |         |                            |                                                                                           |
| 5 februari 2017 20.00 uur | Egypte     | 1 – 2   | Kameroen                   | Stade de l'Amitié, Libreville Toeschouwers: 38.250 Scheidsrechter: Janny Sikazwe (Zambia) |
| 5 februari 2017 20.00 uur | Elneny 22' | verslag | 59' N'Koulou 88' Aboubakar | Stade de l'Amitié, Libreville Toeschouwers: 38.250 Scheidsrechter: Janny Sikazwe (Zambia) |

| Egypte | Kameroen |

| Egypte:        |    |                     |           |
|                |    |                     |           |
| DM             | 1  | Essam El-Hadary     |           |
| VR             | 3  | Ahmed Elmohamady    |           |
| VC             | 6  | Ahmed Hegazy        |           |
| VC             | 2  | Ali Gabr            |           |
| VL             | 7  | Ahmed Fathy         |           |
| MC             | 8  | Tarek Hamed         |           |
| MC             | 17 | Mohamed Elneny      |           |
| AR             | 10 | Mohamed Salah       |           |
| AC             | 19 | Abdallah Said       |           |
| AL             | 21 | Trézéguet           | 66'       |
| SP             | 22 | Amr Warda           |           |
| Wisselspelers: |    |                     |           |
| VD             | 4  | Omar Gaber          |           |
| MV             | 5  | Ibrahim Salah       |           |
| AV             | 9  | Koka                |           |
| VD             | 12 | Ahmed Dowidar       |           |
| VD             | 13 | Mohamed Abdel-Shafy |           |
| MV             | 14 | Ramadan Sobhi       | 66' 90+2' |
| VD             | 15 | Karim Hafez         |           |
| DM             | 16 | Sherif Ekramy       |           |
| VD             | 20 | Saad Samir          |           |
| Bondscoach:    |    |                     |           |
| Héctor Cúper   |    |                     |           |

| Kameroen:      |    |                        |         |
|                |    |                        |         |
| DM             | 1  | Fabrice Ondoa          |         |
| VR             | 19 | Collins Fai            | 90+1'   |
| VC             | 5  | Michael Ngadeu-Ngadjui |         |
| VC             | 4  | Adolphe Teikeu         | 31'     |
| VL             | 6  | Ambroise Oyongo        |         |
| MC             | 15 | Sébastien Siani        |         |
| MC             | 17 | Arnaud Sutchuin-Djoum  |         |
| AR             | 13 | Christian Bassogog     | 90+4'   |
| AC             | 9  | Jacques Zoua           | 90+4'   |
| AL             | 8  | Benjamin Moukandjo     |         |
| SP             | 18 | Robert Ndip Tambe      | 46'     |
| Wisselspelers: |    |                        |         |
| VD             | 2  | Ernest Mabouka         |         |
| VD             | 3  | Nicolas N'Koulou       | 31'     |
| AV             | 7  | Clinton N'Jie          |         |
| AV             | 10 | Vincent Aboubakar      | 46' 89' |
| AV             | 11 | Edgar Salli            |         |
| VD             | 12 | Frank Boya             |         |
| MV             | 14 | Georges Mandjeck       | 90+4'   |
| DM             | 16 | Jules Goda             |         |
| AV             | 20 | Karl Toko Ekambi       |         |
| VD             | 21 | Mohamed Djetei         |         |
| VD             | 22 | Joseph Ngwem           |         |
| DM             | 23 | Georges Bokwé          |         |
| Bondscoach:    |    |                        |         |
| Hugo Broos     |    |                        |         |

1957 · 1959 · 1962 · 1963 · 1965 · 1968 · 1970 · 1972 · 1974 · 1976 · 1978 · 1980 · 1982 · 1984 · 1986 · 1988 · 1990 · 1992 · 1994 · 1996 · 1998 · 2000 · 2002 · 2004 · 2006 · 2008 · 2010 · 2012 · 2013 · 2015 · 2017 · 2019
EFA · A-internationals · Selecties · Bondscoaches · Egyptisch vrouwenelftal · Olympisch elftal · Egypte U21 · Egypte U20 · Egypte U19 · Egypte U18 · Egypte U17
1920 – 1929 · 
1930 – 1939 · 
1940 – 1949 · 
1950 – 1959 · 
1960 – 1969 · 
1970 – 1979 · 
1980 – 1989 · 
1990 – 1999 · 
2000 – 2009 · 
2010 – 2019 ·
2020 − 2029
WK 1934 · 
WK 1990 · 
WK 2018
OS 1924 · 
OS 1928 · 
OS 1936 · 
OS 1948 · 
OS 1952 · 
OS 1960 · 
OS 1964 · 
OS 1968 · 
OS 1992 · 
OS 2012 · 
OS 2020
1920 · 
1921–1923 · 
1924 · 
1925–1927 · 
1928 · 
1929–1931 · 
1932 · 
1933 · 
1934 · 
1935 · 
1936 · 
1937–1947 · 
1948 · 
1949 · 
1950 · 
1952 · 
1952 · 
1953 · 
1954 · 
1955 · 
1956 · 
1957 · 
1958 · 
1959 · 
1960 · 
1961 · 
1962 · 
1963 · 
1964 · 
1965 · 
1966 · 
1967 · 
1968 · 
1969 · 
1970 · 
1971 · 
1972 · 
1973 · 
1974 · 
1975 · 
1976 · 
1977 · 
1978 · 
1979 · 
1980 · 
1981 · 
1982 · 
1983 · 
1984 · 
1985 · 
1986 · 
1987 · 
1988 · 
1989 · 
1990 · 
1991 · 
1992 · 
1993 · 
1994 · 
1995 · 
1996 · 
1997 · 
1998 · 
1999 · 
2000 · 
2001 · 
2002 · 
2003 · 
2004 · 
2005 · 
2006 · 
2007 · 
2008 · 
2009 · 
2010 · 
2011 · 
2012 ·
2013 ·
2014 ·
2015 ·
2016 ·
2017 ·
2018 ·
2019 ·
2020 ·
2021 ·
2022 ·
2023 ·
2024
Algerije ·
Angola ·
Argentinië ·
Australië ·
Bahrein ·
België ·
Benin ·
Bolivia ·
Bosnië en Herzegovina ·
Botswana ·
Brazilië ·
Bulgarije ·
Burkina Faso ·
Burundi ·
Canada ·
Centraal-Afrikaanse Republiek ·
Chili ·
China ·
Colombia ·
Comoren ·
Congo-Brazzaville ·
Congo-Kinshasa ·
DDR ·
Denemarken ·
Djibouti ·
Duitsland ·
Engeland ·
Equatoriaal-Guinea ·
Estland ·
Ethiopië ·
Finland ·
Frankrijk ·
Gabon ·
Georgië ·
Ghana ·
Griekenland ·
Guinee ·
Guinee-Bissau ·
Hongarije ·
Ierland ·
Indonesië ·
Irak ·
Iran ·
Italië ·
Ivoorkust ·
Jamaica ·
Japan ·
Jemen ·
Joegoslavië ·
Jordanië ·
Kaapverdië ·
Kameroen ·
Kenia ·
Koeweit ·
Kroatië ·
Libanon ·
Liberia ·
Libië ·
Litouwen ·
Luxemburg ·
Madagaskar ·
Malawi ·
Mali ·
Malta ·
Marokko ·
Mauritanië ·
Mauritius ·
Mexico ·
Mozambique ·
Namibië ·
Nederland ·
Nieuw-Zeeland ·
Niger ·
Nigeria ·
Noord-Korea ·
Noord-Macedonië ·
Noorwegen ·
Oeganda ·
Oman ·
Oostenrijk ·
Palestina ·
Polen ·
Portugal ·
Qatar ·
Roemenië ·
Rusland ·
Rwanda ·
Saoedi-Arabië ·
Schotland ·
Senegal ·
Sierra Leone ·
Slowakije ·
Soedan ·
Somalië ·
Spanje ·
Swaziland ·
Syrië ·
Tanzania ·
Thailand ·
Togo ·
Trinidad en Tobago ·
Tsjaad ·
Tsjecho-Slowakije ·
Tunesië ·
Turkije ·
Uruguay ·
Verenigde Arabische Emiraten ·
Verenigde Staten ·
Wit-Rusland ·
Zambia ·
Zimbabwe ·
Zuid-Afrika ·
Zuid-Jemen ·
Zuid-Korea ·
Zuid-Soedan ·
Zweden ·
Zwitserland
Kameroen (2017) ·
Rusland (2018) ·
Saoedi-Arabië (2018) ·
Uruguay (2018)
FCF · A-internationals · Selecties · Bondscoaches · Statistieken · Kameroens vrouwenelftal · Kameroen U21 · Kameroen U20 · Kameroen U19 · Kameroen U18 · Kameroen U17
1960 – 1969 · 
1970 – 1979 · 
1980 – 1989 · 
1990 – 1999 · 
2000 – 2009 · 
2010 – 2019 ·
2020 − 2029
CC 2001 · 
CC 2003
WK 1982 · 
WK 1990 · 
WK 1994 · 
WK 1998 · 
WK 2002 · 
WK 2010 · 
WK 2014 ·
WK 2022
OS 1984 · 
OS 2000 · 
OS 2008
1961 · 
1960 · 
1961 · 
1962 · 
1963 · 
1964 · 
1965 · 
1966 · 
1967 · 
1968 · 
1969 · 
1970 · 
1971 · 
1972 · 
1973 · 
1974 · 
1975 · 
1976 · 
1977 · 
1978 · 
1979 · 
1980 · 
1981 · 
1982 · 
1983 · 
1984 · 
1985 · 
1986 · 
1987 · 
1988 · 
1989 · 
1990 · 
1991 · 
1992 · 
1993 · 
1994 · 
1995 · 
1996 · 
1997 · 
1998 · 
1999 · 
2000 · 
2001 · 
2002 · 
2003 · 
2004 · 
2005 · 
2006 · 
2007 · 
2008 · 
2009 · 
2010 · 
2011 · 
2012 · 
2013 ·
2014 ·
2015 ·
2016 ·
2017 ·
2018 ·
2019 ·
2020 ·
2021 ·
2022
Albanië ·
Algerije ·
Angola ·
Argentinië ·
Australië ·
Benin ·
Bolivia ·
Brazilië ·
Bulgarije ·
Burkina Faso ·
Burundi ·
Canada ·
Centraal-Afrikaanse Republiek ·
Chili ·
Colombia ·
Comoren ·
Congo-Brazzaville ·
Congo-Kinshasa ·
Costa Rica ·
Cuba ·
Denemarken ·
Duitsland ·
Egypte ·
Engeland ·
Equatoriaal-Guinea ·
Eritrea ·
Ethiopië ·
Finland ·
Frankrijk ·
Gabon ·
Gambia ·
Georgië ·
Ghana ·
Griekenland ·
Guinee ·
Guinee-Bissau ·
Ierland ·
India ·
Indonesië ·
Iran ·
Italië ·
Ivoorkust ·
Jamaica ·
Japan ·
Kaapverdië ·
Kenia ·
Koeweit ·
Kroatië ·
Lesotho ·
Liberia ·
Libië ·
Luxemburg ·
Madagaskar ·
Malawi ·
Mali ·
Marokko ·
Mauritanië ·
Mauritius ·
Mexico ·
Moldavië · 
Mozambique ·
Namibië ·
Nederland ·
Niger ·
Nigeria ·
Noord-Macedonië ·
Noorwegen ·
Oeganda ·
Oekraïne ·
Oezbekistan ·
Oostenrijk ·
Panama ·
Paraguay ·
Peru ·
Polen ·
Portugal ·
Roemenië ·
Rusland ·
Rwanda ·
Saoedi-Arabië ·
Sao Tomé en Principe ·
Senegal ·
Servië ·
Sierra Leone ·
Slowakije ·
Soedan ·
Somalië ·
Sovjet-Unie ·
Swaziland ·
Tanzania ·
Thailand · 
Togo ·
Tsjaad ·
Tunesië ·
Turkije ·
Verenigde Staten ·
Zambia ·
Zimbabwe ·
Zuid-Afrika ·
Zuid-Korea ·
Zuid-Soedan ·
Zweden ·
Zwitserland
Brazilië (2014) · 
Brazilië (2022) · 
Denemarken (2010) · 
Egypte (2017) ·
Frankrijk (2003) · 
Italië (1982) · 
Japan (2010) · 
Kroatië (2014) · 
Mexico (2014) ·
Nederland (2010) · 
Peru (1982) · 
Polen (1982) · 
Servië (2022)